# The World is Yours (альбом Иана Брауна)
| Совокупная оценка | Совокупная оценка |
| Источник          | Оценка            |
| ----------------- | ----------------- |
| Metacritic        | 58/100            |
| Оценки критиков   |                   |
| Источник          | Оценка            |
| Allmusic          | [ 2 ]             |
| The Guardian      | [ 3 ]             |
| NME               | [ 4 ]             |
| The Observer      | [ 5 ]             |
| Rockfeedback      | [ 6 ]             |

The World Is Yours — пятый студийный альбом британского рок-певца Иана Брауна, вышедший 15 октября 2007 года на лейблах Fiction Records и Polydor. Браун больше всего известен как фронтмен группы The Stone Roses.

## Об альбоме
Для записи своего альбома Браун привлёк бас-гитаристов из групп The Smiths и Happy Mondays таких как Andy Rourke и Paul Ryder соответственно. Он также просил помощи у Paul McCartney сыграть на бас-гитаре на одном из треков, но получил отказ МакКартни из-за большой занятости Meanwhile, Sex Pistols guitarist Steve Jones и ударник Paul Cook также появляются на альбоме. Шинейд О’Коннор поёт на треках «Illegal Attacks» и «Some Folks Are Hollow». Диск был издан 15 октября 2007 года налейблах Fiction Records и Polydor.
Альбом получил положительные и умеренные отзывы музыкальных критиков и интернет-изданий: Allmusic, The Guardian, NME, The Observer, Rockfeedback.

## Список композиций

### Стандартное издание
1. «The World Is Yours»
2. «On Track»
3. «Sister Rose» (при участии Steve Jones and Paul Cook)
4. «Save Us»
5. «Eternal Flame»
6. «The Feeding of the 5000»
7. «Street Children»
8. «Some Folks Are Hollow (при участии Шинейд О’Коннор)»
9. «Goodbye To the Broken»
10. «Me And You Forever» (при участии Steve Jones and Paul Cook)
11. «Illegal Attacks (при участии Шинейд О’Коннор)»
12. «The World Is Yours (Reprise)»

### Специальное издание (бонусный диск)
1. «The World Is Yours (Orchestral Mix)»
2. «On Track (Orchestral Mix)»
3. «Sister Rose (Orchestral Mix)»
4. «Save Us (Orchestral Mix)»
5. «Eternal Flame (Orchestral Mix)»
6. «The Feeding of the 5000 (Orchestral Mix)»
7. «Street Children (Orchestral Mix)»
8. «Some Folks Are Hollow (при участии Шинейд О’Коннор) (Orchestral Mix)»
9. «Goodbye To the Broken (Orchestral Mix)»
10. «Me And You Forever (Orchestral Mix)»
11. «Illegal Attacks (при участии Шинейд О’Коннор) (Orchestral Mix)»
12. «The World Is Yours (Reprise) (Orchestral Mix)»

### Японское издание
1. «The World Is Yours»
2. «On Track»
3. «Sister Rose» (при участии Steve Jones and Paul Cook)
4. «Save Us»
5. «Eternal Flame»
6. «The Feeding of the 5000»
7. «Street Children»
8. «Some Folks Are Hollow (при участии Шинейд О’Коннор)»
9. «Goodbye To The Broken»
10. «Me And You Forever» (при участии Steve Jones and Paul Cook)
11. «Illegal Attacks (при участии Шинейд О’Коннор)»
12. «Sister Rose (Японская версия)»
13. «The World Is Yours (Reprise)»

## Позиции в чартах
| Чарт (2007)     | Высшая позиция |
| --------------- | -------------- |
| UK Albums Chart | 4              |